# Колонија Агрикола Хосе Лопез Портиљо (Сан Хуан Лалана)
Колонија Агрикола Хосе Лопез Портиљо (шп. Colonia Agrícola José López Portillo) насеље је у Мексику у савезној држави Оахака у општини Сан Хуан Лалана. Насеље се налази на надморској висини од 160 м.

## Становништво
Према подацима из 2010. године у насељу је живело 22 становника.

### Хронологија
| Година       | 2005         | 2010 |
| ------------ | ------------ | ---- |
| Становништво | 40 (19 / 21) | 22   |

### Попис
| # | Индикатор                     | Вредност |
| - | ----------------------------- | -------- |
| 1 | Укупно домаћинстава           | 1        |
| 2 | Укупно насељених домаћинстава | 1        |
| 3 | Величина локације             | 1        |